# Stanisław Józef Wiśniewski
 Stanisław Józef Wiśniewski herbu Prus I (ur. 15 listopada 1859, zm. 18 maja 1940) – polski arystokrata, polityk.

## Życiorys
Hrabia Stanisław Józef Alojzy Maria Leopold Wiśniewski urodził się 15 listopada 1859 w Krystynopolu, w polskiej rodzinie arystokratycznej Wiśniewskich herbu Prus I. Był pierwszym synem hr. Tadeusza Wiśniewskiego i hr. Julianny von Stadion-Warthausen und Thannhausen. 
Posiadał dobra Krystynopol z Kłusowem i Nowym Dworem oraz Bezejów, Cebłów, Wierzbiąż, Żabcze, Żużel w powiecie sokalskim i Łopatyn w powiecie brodzkim.

Od 11 czerwca 1886 szambelan cesarsko – królewski. Porucznik 11 pułku ułanów wojsk austriackich (pozasłużbowy). W latach 1896–1898 pełnił funkcję wiceprezesa Rady Powiatu Sokalskiego.
20 października 1896 poślubił w Prugg Marię z hrabiów Harrach,
córkę hr. Jana Harracha, magnata o dużych wpływach na dworze c.k. Z tego związku syn
hr. Jan Tadeusz Edward Maria – urodzony 6 marca 1896 w Wiedniu.